# OpenMDAO
OpenMDAO (acronimo per: Open Multidisciplinary Design, Analysis, and Optimization ) è un framework open source di ottimizzazione di progettazione multidisciplinare, scritto con il linguaggio di programmazione Python.
Il framework è stato progettato per aiutare a collegare insieme parti separate di software per scopi di analisi combinata.
Permette agli utenti di combinare strumenti di analisi, o progettazione di codice da più discipline, a molti livelli di fedeltà, e di gestire l'interazione tra loro.
OpenMDAO è progettata specificatamente per il flusso di dati e di lavoro (quale codice è eseguito dove) insieme ad algoritmi di ottimizzazione e altre tecniche di soluzioni
Lo sviluppo di OpenMDAO è stato condotto da NASA Glenn Research Center, con il supporto del NASA Langley Research Center.

## Caratteristiche
- Libreria di ottimizzatori e risolutori nativa
- Strumenti per la metamodellazione
- Capacità di registrazione dati
- Supporto per analytic derivatives
- Supporto per reti di computer ad alte prestazioni e Calcolo distribuito
- Libreria estendibile